# Kaloyanov Peak
Der Kaloyanov Peak (englisch; bulgarisch Калоянов връх Kalojanow wrach) ist ein felsiger, teilweise unvereister und 550 m hoher Berg an der Oskar-II.-Küste des Grahamlands auf der Antarktischen Halbinsel. In den Poibrene Heights auf der Blagoewgrad-Halbinsel ragt er 2,95 km südsüdwestlich des Ravnogor Peak, 4,38 km westlich des Dimcha Peak und 2,04 km nordnordwestlich des Mihnevski Peak auf. Das Exasperation Inlet liegt südwestlich von ihm.
Die bulgarische Kommission für Antarktische Geographische Namen benannte ihn 2012 nach Stefan Kalojanow, Funker der ersten bulgarischen Antarktisexpedition (1987–1988).